# 후쿠시마 지사토
후쿠시마 치사토(福島千里, 1988년 6월 27일 ~ )는 일본의 육상 선수, 복근 여자 러너이다. 2010년 광저우 아시안게임 육상 여자 100m 금메달리스트이다. 2010년 12월 15일 일본 육상 연맹이 주최한 아틀레틱 시상식에서 올해의 선수상을 받았다.